# Libni (fils de Guershôn)
Libni est un fils de Guershôn fils de Lévi. Ses descendants s'appellent les Libnites.

## La famille de Libni
Libni est un fils de Guershôn et a un frère qui s'appelle Shiméi,,.
Libni est aussi appelé Ladân.

## La famille des Libnites
La famille des Libnites dont l'ancêtre est Libni sort du pays d'Égypte avec Moïse et est recensée dans le désert du Sinaï.
La famille des Libnites dont l'ancêtre est Libni est de nouveau recensée dans les plaines désertiques de Moab avant d'entrer dans le pays de Canaan.